# Idaea illustris
Idaea illustris är en fjärilsart som beskrevs av Brandt 1941. Idaea illustris ingår i släktet Idaea och familjen mätare. Inga underarter finns listade i Catalogue of Life.